# Piero Pepi
Piero Pepi (Piombino, ... – ...; fl. XX secolo) è stato un calciatore italiano, di ruolo portiere.

## Carriera
Fratello maggiore del mediano Dante Pepi (II), Piero debutta insieme a suo fratello in Terza Divisione Toscana nel 1925-26 con la Sempre Avanti di Piombino. Tre anni più tardi fa il suo esordio in massima serie con la Pistoiese nel 1928-1929, disputando con i toscani 5 partite nel massimo campionato e 3 partite nel successivo campionato di Serie B.
In seguito milita nella Lucchese Libertas in Prima Divisione giocando un'ultima gara in Serie B nella stagione 1934-1935.

## Palmarès

### Club

#### Competizioni nazionali
- Prima Divisione: 1

Lucchese: 1933-1934